# Maeda Toshitsune
Maeda Toshitsune (前田 利常?  16 de enero de 1594-7 de noviembre de 1658) fue un samurái japonés de principios del período Edo, y el segundo daimyō del dominio de Kaga en la región de Hokuriku de Japón, y el tercer jefe hereditario del clan Maeda. Toshitsune era un hermano de Maeda Toshinaga y un hijo de Maeda Toshiie. Era el daimyo más rico dentro del shogunato Tokugawa, y su dominio abarcaba las provincias Etchū, Kaga y Noto. Su nombre de infancia fue Saruchiyo (猿 千代?) más tarde "Inuchiyo" (犬 千代?).
Toshitsune era el cuarto hijo de Maeda Toshiie, y nació de una concubina cuando Toshiie tenía 54 años y estaba en campaña con Toyotomi Hideyoshi en el castillo de Nagoya durante la invasión japonesa de Corea. Fue criado en gran medida por un regente, Maeda Nagatane e inicialmente se le llamó Toshimitsu (利 光?). En 1600 se casó con Tama-hime, una hija de Tokugawa Hidetada en un matrimonio político destinado a asegurar la posición del clan Maeda con el creciente poder de los Tokugawa. En 1605, su hermano mayor Maeda Toshinaga se retiró oficialmente y nombró a Toshitsune como su heredero y daimyo del Dominio Kaga; Sin embargo, Toshinaga continuó controlando el dominio hasta su muerte. En 1614 y 1615, Toshitsune dirigió al ejército Maeda en el Asedio de Osaka, formando uno de los componentes más grandes de las fuerzas Tokugawa. Después de la derrota final del clan Toyotomi, Tokugawa Ieyasu ofreció al clan Maeda las cuatro provincias de la isla Shikoku a cambio de sus tres provincias existentes en la región de Hokuriku, pero Toshitsune se negó. 
En 1616, Toshitsune se reunió con una misión diplomática de Ayutthaya en Kanazawa, que debido a la muerte de Tokugawa Ieyasu no pudo continuar hacia Edo.
Cambió su nombre a Toshitsune en 1629. Como Toshitsune, daimyō Toshitsune trabajó para disipar los temores del shogunato Tokugawa del tamaño y la fuerza económica del dominio Kaga. Mantuvo a su hijo y heredero Maeda Mitsutaka en Edo como un rehén potencial, y organizó un matrimonio político de su hijo con una hija de Tokugawa Yorinobu de dominio de Mito. Se retiró en 1639, se mudó a Komatsu y ordenó que se dividiera el dominio, con 100,000 koku yendo a su hijo menor Maeda Toshitsugu para formar el dominio de Toyama, 70,000 koku yendo a su tercer hijo, Maeda Toshiharu para formar el dominio de Daishōji y 200,000 koku para apoyar su propio retiro. Murió en 1658 a la edad de 64 años, y su tumba está en el cementerio de Maeda en Nodayama en Kanazawa. 

## Familia
- Padre: Maeda Toshiie (1539-1599)
- Madre: Kinsein
- Esposa: Tokugawa Tamahime (1599-1622), hija de Tokugawa Hidetada y Asai Oeyo
- Concubinas 
  - Okowa no Kata
  - Okuri no Kata
  - Gojo-no-Tsubone
  - Kyogoku no kata
  - Fukusho-in
- Niños: 
  - Kametsuruhime (1613-1630) se casó con Mori Tadahiro por Tamahime
  - Maeda Mitsutaka por Tamahime
  - Kohime (1616-1617) por Tamahime
  - Maeda Toshitsugu (1617-1674) por Tamahime
  - Maeda Toshiharu (1618-1660) por Tamahime
  - Manhime (1620-1700) se casó con Asano Mitsuakira por Tamahime
  - Tomihime (1621-1662) se casó con el príncipe Hachijō Toshitada por Tamahime
  - Natsuhime (1622-1623) por Tamahime
  - Haruhime (1631-1650) se casó con Honda Masanaga por Okowa no Kata
  - Maeda Toshiaki (1638-1692) por Okuri no Kata
  - Ryumaru (1648-1651) por Kyogoku no kata
  - Matsuhime (1648-1666) se casó con Matsudaira Sadashige por Gojo-no-Tsubone
  - Ryuhime (1650-1654) por Gojo-no-Tsubone
  - Kumahime (1652-1715) se casó con Hoshina Masatsune por Fukusho-in